# Lepas pacifica
Lepas pacifica är en kräftdjursart som beskrevs av Henry 1940. Lepas pacifica ingår i släktet Lepas och familjen Lepadidae. Inga underarter finns listade i Catalogue of Life.